# Belgian Dhaulagiri I Expedition 1982
De Belgian Dhaulagiri I Expedition 1982 was de eerste Belgische klimexpeditie naar de Himalaya. De expeditie had als doel het beklimmen van de 8.172 meter hoge berg Dhaulagiri in Nepal. Vijf leden bereikten begin mei 1982 de top, met onder hen Lut Vivijs die zo als eerste vrouw de Dhaulagiri I beklom.
De voorbereiding van de expeditie duurde in totaal meer dan tien jaar. Er werd een vzw opgericht, er werden financiële sponsors gevonden en televisiezender BRT en de krant Het Laatste Nieuws volgden de expeditie nauw op. Expeditieleider was Eddy Abts en er waren zeven Belgische klimmers. Naast de sherpas telde de expeditie nog twee artsen en logistieke medewerkers. Eens ter plaatse moest de expeditie nog twintig dagen stappen vanuit de stad Pokhara naar het basiskamp. Er waren 180 dragers nodig om alle materiaal, waaronder een desktop computer, een generator en radioapparatuur, te transporteren. Op 5 en 6 mei 1982 bereikten vijf teamleden de top; twee klimmers moesten in een storm omkeren op ongeveer 120 meter van de top.